# Campeonato Mundial de Ciclismo em Estrada de 2023
O XC Campeonato Mundial de Ciclismo em Estrada realizou-se em Glasgow (Reino Unido) entre 5 e 13 de agosto de 2023, baixo a organização da União Ciclista Internacional (UCI) e a Federação Britânica de Ciclismo.
O campeonato constou de corridas nas especialidades de contrarrelógio e de rota, nas divisões elite masculino, elite feminino, masculino sub-23, júnior masculino e júnior feminino; ademais disputou-se uma corrida por relevos mistos. Ao todo outorgaram-se nove títulos de campeão mundial, sete na categoria absoluta e quatro na categoria juvenil.

## Programa
O programa de competições é o seguinte:
align="center"|
| Dia            | Evento                            | Trajecto          | Distância (km) | Vencedor                                |
| -------------- | --------------------------------- | ----------------- | -------------- | --------------------------------------- |
| Contrarrelógio |                                   |                   |                |                                         |
| 8 de agosto    | Contrarrelógio por relevos mistos | Glasgow           | 40,3           | Suíça                                   |
| 9 de agosto    | Contrarrelógio masculina sub-23   | Stirling          | 36,2           | Lorenzo Milesi · ( Itália)              |
| 10 de agosto   | Contrarrelógio feminina sub-23    | Stirling          | 36,2           | Antonia Niedermaier · ( Alemanha)       |
| 10 de agosto   | Contrarrelógio feminina           | Stirling          | 36,2           | Chloé Dygert · ( Estados Unidos)        |
| 11 de agosto   | Contrarrelógio masculina          | Stirling          | 47,8           | Remco Evenepoel · ( Bélgica)            |
| Rota           |                                   |                   |                |                                         |
| 6 de agosto    | Estrada masculina                 | Edimburgo-Glasgow | 271,1          | Mathieu van der Poel · ( Países Baixos) |
| 12 de agosto   | Estrada masculina sub-23          | Balloch-Glasgow   | 168,4          | Axel Laurance · ( França)               |
| 13 de agosto   | Estrada feminina sub-23           | Balloch-Glasgow   | 154,1          | Kata Blanka Vas · ( Hungria)            |
| 13 de agosto   | Estrada feminina                  | Balloch-Glasgow   | 154,1          | Lotte Kopecky · ( Bélgica)              |

1. ↑  Prova disputada por seleções nacionais conformadas por três homens e três mulheres que competem em formato de relevo.
2. 1 2  As medalhistas femininas sub-23 serão as três melhores dessa divisão na corrida elite.

## Resultados

### Masculino
- Contrarrelógio

| Posto  | Ciclista        | País        | Tempo    |
| ------ | --------------- | ----------- | -------- |
| Ouro   | Remco Evenepoel | Bélgica     | 55:19,23 |
| Prata  | Filippo Ganna   | Itália      | 55:31,51 |
| Bronze | Joshua Tarling  | Reino Unido | 56:07,43 |

- Estrada

| Posto  | Ciclista             | País          | Tempo   |
| ------ | -------------------- | ------------- | ------- |
| Ouro   | Mathieu van der Poel | Países Baixos | 6:07:27 |
| Prata  | Wout van Aert        | Bélgica       | 6:09:04 |
| Bronze | Tadej Pogačar        | Eslovênia     | 6:09:12 |

### Feminino
- Contrarrelógio

| Posto  | Ciclista                | País           | Tempo    |
| ------ | ----------------------- | -------------- | -------- |
| Ouro   | Chloé Dygert            | Estados Unidos | 46:59,80 |
| Prata  | Grace Brown             | Austrália      | 47:05,47 |
| Bronze | Christina Schweinberger | Áustria        | 48:12,75 |

- Estrada

| Posto  | Ciclista       | País          | Tempo   |
| ------ | -------------- | ------------- | ------- |
| Ouro   | Lotte Kopecky  | Bélgica       | 4:02:12 |
| Prata  | Demi Vollering | Países Baixos | 4:02:19 |
| Bronze | Cecilie Ludwig | Dinamarca     | 4:02:19 |

### Masculino sub-23
- Contrarrelógio

| Posto  | Ciclista        | País      | Tempo    |
| ------ | --------------- | --------- | -------- |
| Ouro   | Lorenzo Milesi  | Itália    | 43:00,46 |
| Prata  | Alec Segaert    | Bélgica   | 43:11,73 |
| Bronze | Hamish McKenzie | Austrália | 43:51,25 |

- Estrada

| Posto  | Ciclista        | País       | Tempo   |
| ------ | --------------- | ---------- | ------- |
| Ouro   | Axel Laurance   | França     | 4:04:58 |
| Prata  | António Morgado | Portugal   | 4:05:00 |
| Bronze | Martin Svrček   | Eslováquia | 4:05:00 |

### Feminino sub-23
- Contrarrelógio

| Posto  | Ciclista            | País     | Tempo    |
| ------ | ------------------- | -------- | -------- |
| Ouro   | Antonia Niedermaier | Alemanha | 49:27,26 |
| Prata  | Cédrine Kerbaol     | França   | 49:35,11 |
| Bronze | Julie De Wilde      | Bélgica  | 50:06,39 |

- Estrada

| Posto  | Ciclista           | País          | Tempo   |
| ------ | ------------------ | ------------- | ------- |
| Ouro   | Kata Blanka Vas    | Hungria       | 4:06:46 |
| Prata  | Shirin van Anrooij | Países Baixos | 4:06:46 |
| Bronze | Anna Shackley      | Reino Unido   | 4:06:46 |

### Misto
- Contrarrelógio por relevos

| Posto  | Ciclistas                                                                                          | Equipa   | Tempo    |
| ------ | -------------------------------------------------------------------------------------------------- | -------- | -------- |
| Ouro   | Stefan Bissegger Stefan Küng Mauro Schmid Elise Chabbey Nicole Koller Marlen Reusser               | Suíça    | 54:16,20 |
| Prata  | Bruno Armirail Rémi Cavagna Bryan Coquard Audrey Cordon-Ragot Cédrine Kerbaol Juliette Labous      | França   | 54:23,28 |
| Bronze | Miguel Heidemann Jannik Steimle Maximiliam Walscheid Ricarda Bauernfeind Lisa Klein Franziska Koch | Alemanha | 55:07,51 |

## Medalheiro
| 1  | Bélgica        | 2 | 2 | 1 | 5  |
| 2  | França         | 1 | 2 | 0 | 3  |
| 2  | Países Baixos  | 1 | 2 | 0 | 3  |
| 4  | Itália         | 1 | 1 | 0 | 2  |
| 5  | Alemanha       | 1 | 0 | 1 | 2  |
| 6  | Estados Unidos | 1 | 0 | 0 | 1  |
| 6  | Hungria        | 1 | 0 | 0 | 1  |
| 6  | Suíça          | 1 | 0 | 0 | 1  |
| 9  | Austrália      | 0 | 1 | 1 | 2  |
| 10 | Portugal       | 0 | 1 | 0 | 1  |
| 11 | Reino Unido    | 0 | 0 | 2 | 2  |
| 12 | Áustria        | 0 | 0 | 1 | 1  |
| 12 | Dinamarca      | 0 | 0 | 1 | 1  |
| 12 | Eslováquia     | 0 | 0 | 1 | 1  |
| 12 | Eslovênia      | 0 | 0 | 1 | 1  |
|    | TOTAL          | 9 | 9 | 9 | 27 |